# 欧伯达艺术纪念馆
欧伯达艺术纪念馆，为纪念已经逝世的当代书画家欧伯达为建立，于2016年12月30日开馆。

## 欧伯达生平
欧伯达，湖南衡阳人，与刘炳森、王学仲并称“中国当代三位隶书大家”。
欧伯达生前为中国书法家协会会员，中国书画函授大学教授，河北省书协理事，承德地区书协理事长，衡阳市书协名誉主席，衡阳市诗词协会顾问。
欧伯达的墨迹在下列景点被刻碑：郑州黄河碑林、鄂州莲花山元极碑林、长沙岳麓书院、南岳大庙碑廊、常德诗墙、株洲炎帝陵、衡阳岣嵝峰、回雁峰、岳屏广场、湘西草堂、明翰公园、船山公园、西湖山庄、常宁中国印山等地。
欧伯达1950年考入中国交通部，1958年下放承德，1991年回到家乡衡阳。2010年12月31日，欧伯达因病谢世，享年86岁。

## 纪念馆筹建
欧伯达在河北的弟子王秀杰，带头组织筹措，选择在欧伯达衡阳故宅建立欧伯达艺术纪念馆。纪念馆的匾额由书画家沈鹏题签，馆长由欧伯达次子欧名杰担任。
2016年12月30日，值欧伯达逝世六周年忌日，欧伯达艺术纪念馆举行开馆仪式，上百名来自承德、武汉、长沙、深圳、衡阳等地的文化名流参加了仪式。

## 纪念馆概况
欧伯达艺术纪念馆改建自欧伯达的住宅，共188平方米，共有两厅五室。
纪念馆内，除欧伯达的书房和卧室维持生前的摆设原貌，其余房间均改为书画展览室。

欧伯达艺术纪念馆位于岳屏山下绿景花园，先峰路105号6栋1楼。
- 欧伯达艺术纪念馆的正门
- 欧伯达塑像
- 纪念馆侧窗
- 纪念馆展厅
- 欧伯达的书柜
- 欧伯达的书桌

## 收藏
欧伯达艺术纪念馆共收藏欧伯达生前作品60多幅。
- 书画作品
- 书画作品
- 书画作品
- 书画作品
- 书画作品
- 书画作品